# Cypher (Band)
Cypher ist eine Death/Thrash-Metal-Band aus Den Haag in den Niederlanden.

## Geschichte
Die Band wurde 2002 von Gitarrist Sander und Sänger T gegründet. Mit David Barker fand sie 2003 auch einen Schlagzeuger. Da sie noch keinen Bassisten hatte, half Sander Koolen von Blo.Torch bei der Aufnahme von Forward Devolution aus. Kurz danach schloss sich ihnen Pioko als Bassist an. Nach einigen Lineup-Änderungen wurde die Band 2005 mit dem Zugang von Schlagzeuger Frank komplettiert.
2005 begann Cypher mit der Aufnahme ihres Debütalbums im Excess Studio in Rotterdam. Im September 2006 unterzeichneten sie bei dem Label Rusty Cage Records, das das Album Darkday Carnival am 31. Oktober 2006 in den Benelux-Staaten veröffentlichte. Im Februar 2007 erschien das Album auch in Deutschland, Österreich und der Schweiz.

## Diskografie
- 2003: Forward Devolution (Promo)
- 2006: Darkday Carnival (Rusty Cage Records; 2007, Europa)